# 好物
| ウィキペディアには「好物」という見出しの百科事典記事はありません（タイトルに「好物」を含むページの一覧/「好物」で始まるページの一覧）。 代わりにウィクショナリーのページ「好物」が役に立つかもしれません。 |